# Potée bourguignonne
La potée bourguignonne (en idioma francés pote borgoñón) es una especialidad gastronómica tradicional de la región francesa de Borgoña.

## Características
Se trata de un plato de invierno, típico de las cocinas familiares (poco elaborado para encontrarlo en los restaurantes) y que guarda similitudes con el pot-au-feu. Al igual que los potes del norte de España, su nombre procede de la olla (pot) en la que se cuece.
Resultado de cocer durante varias horas en una olla grande verduras de temporada (como col, patatas, zanahorias, nabos y cebollas) con carne de cerdo en salazón (espaldilla, jarrete y espinazo).
Al igual que algunos cocidos españoles (como el cocido madrileño) este plato se sirve separando el caldo, las legumbres y la carne.
La potée es un cocido rural típico de los hogares franceses en regiones montañosas y del interior del país. Se encuentra también en las regiones de Franco Condado, Berry, Lorena y Auvernia, aunque éstos suelen añadir salchichas a la mezcla de carnes de cerdo y pueden emplear, según la tradición local, carne ahumada.